# Магнитодвижущая сила
Магнѝтодви́жущая си́ла (МДС) — физическая величина, характеризующая способность электрических токов создавать магнитные потоки. Используется при расчётах магнитных цепей; является аналогом ЭДС в электрических цепях.
Магнитодвижущая сила {\displaystyle {\mathcal {F}}} в катушке или электромагните вычисляется по формуле
{\displaystyle {\mathcal {F}}=NI,}
где {\displaystyle N} — количество витков в катушке, {\displaystyle I} — ток в цепи.
Выражение для магнитного потока в магнитной цепи, называемое иногда законом Гопкинсона, имеет следующий вид:
{\displaystyle {\mathcal {F}}=\Phi R_{m}}
где {\displaystyle \Phi } — величина магнитного потока, {\displaystyle R_{m}} — магнитное сопротивление проводника. Данная запись является аналогом закона Ома в магнитных цепях.

## Единицы измерения
Величина магнитодвижущей силы в системе СИ измеряется в амперах точно так же, как электрический ток (аналогично ЭДС и электрическое напряжение являются в вольтах). Неформально и часто эта единица указывается как ампер-виток, чтобы избежать путаницы с током. Это было название единицы в системе МКС. Иногда может также встречаться единица измерения системы СГС Гильберт.